# Odysseus
Odysseus (Oudgrieks: Ὀδυσσεύς of ook wel Ὀδυσεύς, Nederlandse uitspraak: Odíssuis) of Ulixes (Latijn) is een figuur in de mythencyclus uit de klassieke oudheid rond de Trojaanse Oorlog. Hij is de koning van het eiland Ithaka, zoon van Laërtes en Antikleia, een listige Griekse aanvoerder, bedenker van de list met het houten paard waardoor na tien jaar de oorlog wordt gewonnen, waarna hij nog eens tien jaar rondzwerft voor hij thuiskeert. Hij is een belangrijk personage in de Ilias van Homerus, terwijl hij in Homerus' Odyssee de hoofdpersoon is. Ook andere klassieke dichters schreven over hem, zoals Sophokles, in de Philoktetes. Filosofen grepen graag terug op de Odysseus uit de Ilias, die zij als toonbeeld van doorzettingsvermogen zagen. Dichters hadden een voorkeur voor zijn sluwheid en kozen voor hun Odysseus-interpretatie eerder de Odyssee.

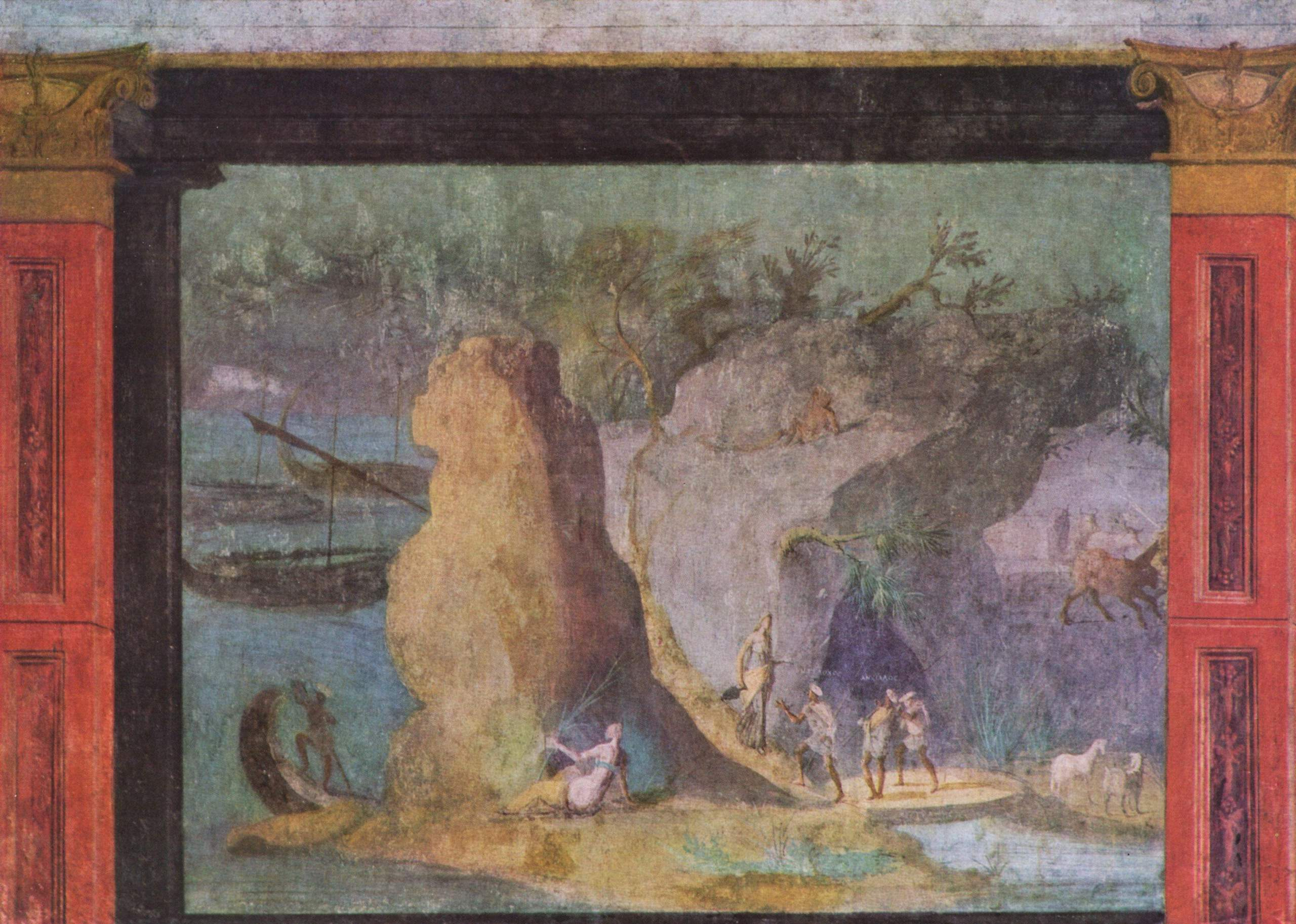
Scène uit de Odyssee
(ca. 60-40 v.Chr.), fresco bewaard in de Biblioteca Apostolica Vaticana

## Belevenissen
Het overgeleverd verhaal van Odysseus zoals opgetekend door Homerus, waarin hij bij zijn jarenlange omzwervingen behalve menselijke tegenstanders ook allerlei mythische wezens ontmoet, is eigenlijk een soort avonturenroman avant la lettre.

### Trojaanse Oorlog
Als Odysseus en Penelope, die op Ithaka wonen net hun zoon Telemachos hebben gekregen, komt Menelaos samen met een groep anderen, waaronder Palamedes, bij hem om hem over te halen in de Trojaanse Oorlog mee te vechten. Odysseus, die na de geboorte van Telemachos niet mee wil, doet alsof hij krankzinnig is geworden en begint zout op akkers te zaaien. Palamedes, die weet hoe sluw Odysseus is, laat zich niet voor de gek houden, gaat het controleren en legt Telemachos voor de ploeg. Odysseus ontwijkt zijn pasgeboren zoon meteen, maar verraadt zichzelf daarmee. Odysseus laat zich overhalen, maar laat Penelope beloven dat ze, als hij nog niet is teruggekeerd wanneer Telemachos een baard heeft, een nieuwe man zal kiezen.
Odysseus vocht dus in de Trojaanse Oorlog mee en kreeg na de dood van Achilles diens wapenuitrusting. Ajax, de zoon van Telamon, kreeg die wapenuitrusting niet en doodde daarna een kudde schapen. Hij had deze schapen door toedoen van Athena voor de Griekse aanvoerders aangezien, waarop hij zijn woede willen koelen, en pleegde daarop zelfmoord. De Grieken zagen na tien jaar vechten in dat ze Troje alleen met een belegering nooit zouden kunnen innemen. Odysseus bedacht een list: de Grieken voeren met hun manschappen naar Tenedos, een eiland voor de kust van Troje, om zich er te verstoppen, maar lieten een van hun, Sinon bij Troje met een grote houten constructie achter, het paard van Troje, waarin zich Griekse soldaten hadden verstopt. De Trojanen denken, omdat de Grieken weg zijn, dat die het hebben opgegeven. Sinon zegt dat het een offer van de Grieken aan Athene is en dat, wanneer de Trojanen het paard binnen hun muren halen, zij de vrede in Troje zal waarborgen. Maar daarvoor moeten zij de muur om hun stad voor een deel afbreken. Kassandra en Laokoön waarschuwen hun stadsgenoten nog dat het een list is, maar desondanks trappen de Trojanen in de val. Sinon maakt, wanneer het eenmaal in Troje staat en de nacht is gevallen, het paard open. De Grieken klimmen uit het paard en kunnen de stadpoorten openen en zo Troje veroveren, waarbij zij veel van de inwoners ombrengen.
Odysseus haalde tijdens de heenreis al de woede van Poseidon op zijn hals, omdat hij het oog van Polyphemos, de zoon van Poseidon, had uitgestoken. Poseidon beloofde hem dan ook dat zijn terugreis niet helemaal zonder problemen zou verlopen.

### Kikonen
Odysseus begon na de inname van Troje aan zijn terugreis naar zijn eiland Ithaka, waar zijn vrouw Penelope en zijn zoon Telemachos op hem wachtten. Hij kwam het eerste op het eiland van de Kikonen aan. De Kikonen waren bondgenoten van de Trojanen tijdens de oorlog, en om deze reden verwoestten Odysseus en zijn mannen het hele eiland en doodden bijna alle Kikonen, behalve Maron, de priester van Apollo. Maron gaf Odysseus twaalf kruiken bedwelmende wijn, die hem later nog goed van pas zouden komen. Odysseus moest met zijn mannen halsoverkop weg, omdat een aantal Kikonen, die hadden kunnen vluchten, met medestanders was teruggekomen. Hij verloor door hun toedoen op ieder van zijn schepen zes manschappen.

### Lotuseters
Odysseus deed vervolgens de Cycladen aan en voer door naar het eiland van de Lotuseters, ook wel Lotoseters of Lotophagen genoemd. De Lotuseters eten, zoals hun naam doet vermoeden, alleen lotus. Odysseus stuurde hier direct drie mannen op verkenning uit. Toen deze na een bepaalde tijd niet terugkwamen, besloot Odysseus met de anderen hen te gaan zoeken. De verkenners bleken niet meer terug naar huis te willen, omdat ze van de lotus hadden gegeten. Odysseus sleurde de mannen van het eiland af en beval de anderen vooral niet van de toverbloemen te eten. De verkenners moesten worden vastgebonden op de boot toen Odysseus met zijn mannen wegvoer.

### De cycloop Polyphemos

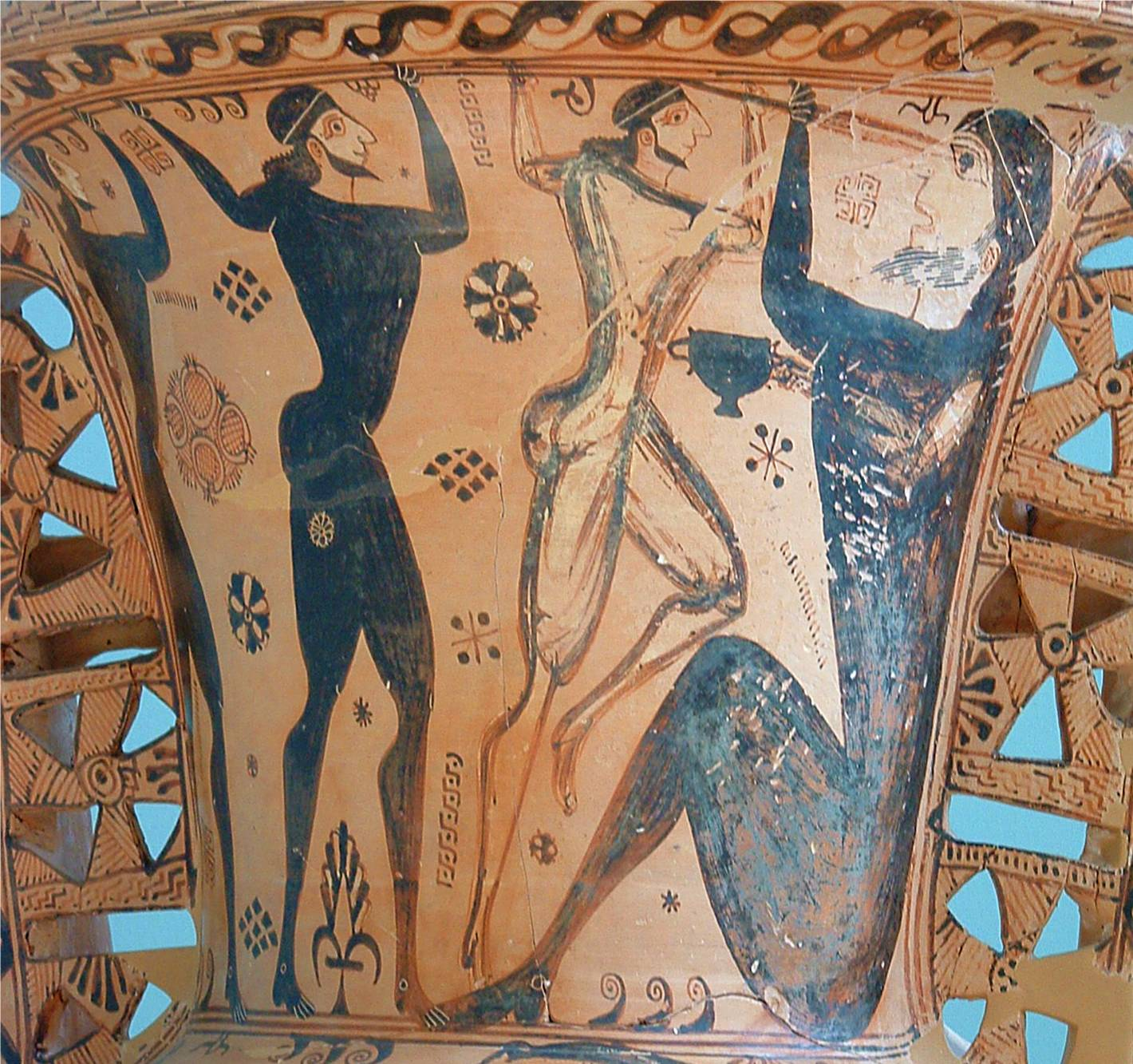
Odysseus verblindt Polyphemos.

Odysseus bereikte vervolgens het eiland Sicilië, dat in die tijd door cyclopen werd bewoond. Odysseus en zijn mannen kwamen in een reusachtige grot die met rekken kaas en melk was gevuld, en eruitzag alsof er schapen werden gehouden. Als geschenk voor de gastheer had Odysseus de zakken wijn van de priester van de Kikonen meegenomen. Toen ze een tijdje gewacht hadden, kwam de reusachtige cycloop Polyphemos samen met zijn schapen de grot binnen en vroeg wie de vreemdelingen waren. Odysseus zei dat hij "Niemand" heette. Polyphemos was niet al te vriendelijk en besloot een paar mannen van Odysseus op te eten. Als geschenk voor Odysseus beloofde Polyphemos echter hem als laatste op te eten. Odysseus wilde de cycloop doden maar besefte dat hij en zijn mannen dan in de grot opgesloten zouden zitten aangezien ze niet sterk genoeg waren het rotsblok voor de ingang weg te duwen. Daarom nam hij zijn toevlucht tot een list.
Elke dag at Polyphemos vier mannen op, twee 's morgens en twee 's avonds, en op een gegeven moment vroeg Odysseus of Polyphemos niet iets te drinken wilde hebben. Hij gaf Polyphemos de zakken wijn, die door de cycloop helemaal worden leeggedronken. Daarna viel deze in een diepe slaap. Odysseus maakte een gevonden paal heel erg spits en verwarmde deze in het vuur. Samen met nog vier mannen stak Odysseus deze paal in het ene oog van Polyphemos, waardoor hij blind werd. Polyphemos riep daarop de hulp van andere cyclopen in. Zij vroegen waarom Polyphemos om hulp riep, waarop hij antwoordde: "Niemands list, geen geweld, dreigt mij met de dood!"
Odysseus besefte dat hij nog niet uit de grot was, omdat de enige uitgang werd geblokkeerd door een grote steen, die onmogelijk was weg te krijgen. 's Morgens liet Polyphemos altijd de schapen naar buiten, en dit was volgens Odysseus het moment om te ontsnappen. Hij beval zijn mannen ieder onder twee schapen te gaan hangen en zo naar buiten te komen. Voor hem zelf bleef er echter nog maar één over, waar hij onder ging hangen. Polyphemos voelde met zijn handen of alleen de schapen door de uitgang naar buiten gingen, en voelde zo dus niet dat er mensen onder de schapen hingen. Bij het laatste schaap, waar Odysseus onder hing, kreeg hij argwaan, want dit exemplaar zou voorop moeten lopen. Toch liet hij hem door. Toen Odysseus op zijn schip aangekomen was, kon hij het niet nalaten naar Polyphemos te roepen dat ze waren ontsnapt. Als antwoord hierop gooide Polyphemos een rotsblok, dat het schip maar net miste. Odysseus riep Polyphemos nog na dat hij hem het liefst zou willen doden, wat werd beantwoord met een tweede rotsblok. Polyphemos voelde zich gekwetst en riep de hulp in van zijn vader: de god Poseidon. Hij vroeg aan zijn vader of hij Odysseus de rest van zijn reis naar Ithaka nog moeilijker kon maken. Door zijn vlucht moest Odysseus zijn gezel Achaimenides achterlaten, maar die zou later door Aeneas worden meegenomen.

### Aeolus
Na een tijd te hebben gevaren, komt Odysseus aan op een eiland, waar hij Aeolus, de god van de wind, aantreft. Odysseus en zijn mannen worden goed ontvangen op zijn eiland en verblijven er meer dan een maand in het paleis van Aeolus. Als Odysseus weer vertrekt, krijgt hij van Aeolus een zak mee, die alle winden bevat, behalve de westenwind. Odysseus mag deze in geen geval openmaken, want hij moet de winden gebruiken voor zijn masten: als er geen wind is, kan hij weer verdergaan door de zak open te maken. Zijn mannen zijn natuurlijk benieuwd wat er in de zak zit, maar Odysseus laat niets los. De mannen denken dat er goud en juwelen in de zak zitten, en denken dat Odysseus deze schatten voor zichzelf wil houden. Door de gunstige wind van Aeolus komen Odysseus en zijn mannen al snel in de buurt van Ithaka. Als de mannen bijna Ithaka bereikt hebben, valt Odysseus door vermoeidheid in slaap. Zijn mannen toosten op de thuiskomst met wijn en openen alle zakken en zo ook de zak met alle winden, en een geweldige storm breekt los, die hen van Ithaka afdrijft, terug naar het eiland van Aeolus. De god is erg verbaasd als hij Odysseus opnieuw ziet, maar als deze uitlegt wat er is gebeurd realiseert hij zich dat een van de Olympische goden Odysseus aan het tegenwerken is. Bovendien is hij boos dat Odysseus zo met zijn geschenk is omgegaan en hij zet hem en zijn gevolg dan ook direct uit zijn paleis.

### Laistrygonen
Na te zijn weggevaren van Aeolus, bereiken Odysseus en zijn mannen het eiland van de Laistrygonen. Bijna alle schepen van Odysseus meren aan in de haven, alleen Odysseus' schip blijft op een afstandje liggen. De Laistrygonen zijn reuzen en verpletteren met rotsblokken de schepen van Odysseus die in de haven liggen. Odysseus' schip weet op het nippertje te ontkomen en achterna gezeten door rotsblokken, varen ze naar Aeaea, het onderkomen van de tovenares Kirke, ook wel Circe.

### Circe

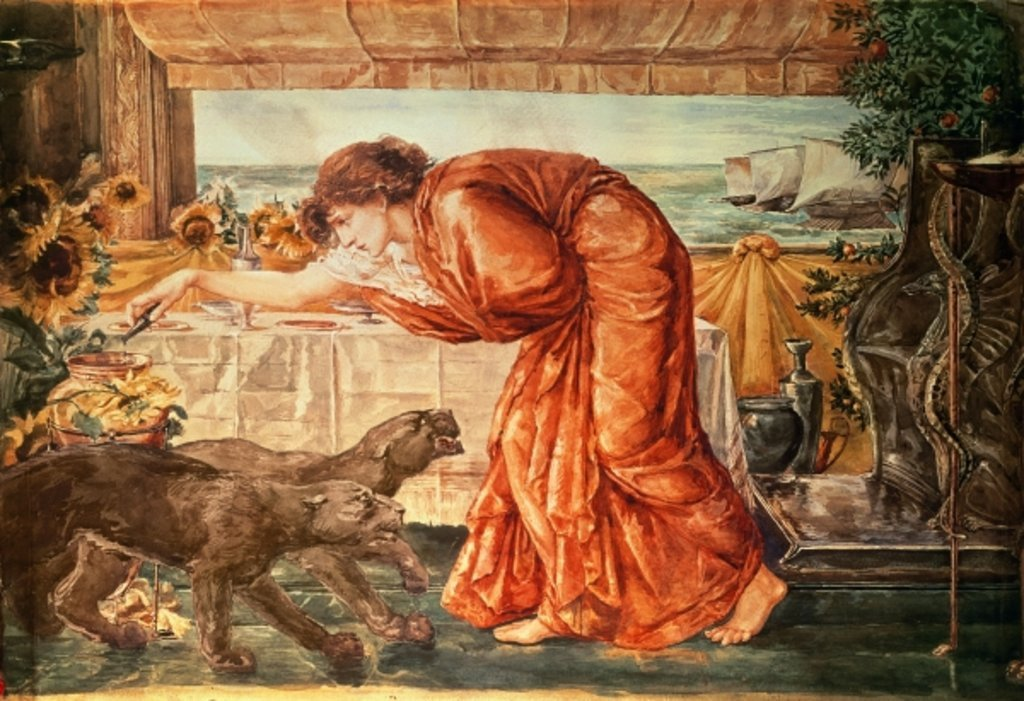
De tovenares Kirke

Op Aeaea stuurt Odysseus een groep verkenners eropuit om te kijken wat het eiland te bieden heeft. Als deze echter erg lang wegblijven, besluit Odysseus zelf te gaan kijken. Op zijn zoektocht ontmoet hij Hermes, de boodschapper van de goden. Deze waarschuwt Odysseus voor de gevaarlijke toverdrank van de tovenares Kirke. Als Odysseus hiervan drinkt, zal hij veranderen in een beest, tenzij hij een kruid, Moly genaamd, inneemt dat Hermes hem aanbiedt. Odysseus vertrouwt het niet, omdat Moly giftig is. Het lukt Hermes uiteindelijk om Odysseus te overtuigen. Odysseus eet het op, en gaat verder op zoek naar het paleis van Kirke. Rondom het paleis ziet hij allerlei verschillende soorten beesten lopen. Hij komt erachter dat zijn mannen ook in dieren zijn veranderd, namelijk in zwijnen.
Odysseus ontmoet Kirke en hij beveelt haar zijn mannen te laten gaan. Kirke wil hem eerst een drankje aanbieden, en Odysseus drinkt dit op, omdat hij hoopt dat het kruid van Hermes werkt. Kirke raakt helemaal van streek als Odysseus niet in een varken verandert, en zegt dat ze zijn mannen weer terug zal toveren, als Odysseus met haar naar bed gaat. Odysseus gaat met haar naar bed en zoals beloofd veranderen de dieren weer in mensen. Odysseus bleef samen met zijn mannen één jaar op Aeaea. Daarna trokken ze weer verder.

### Onderwereld

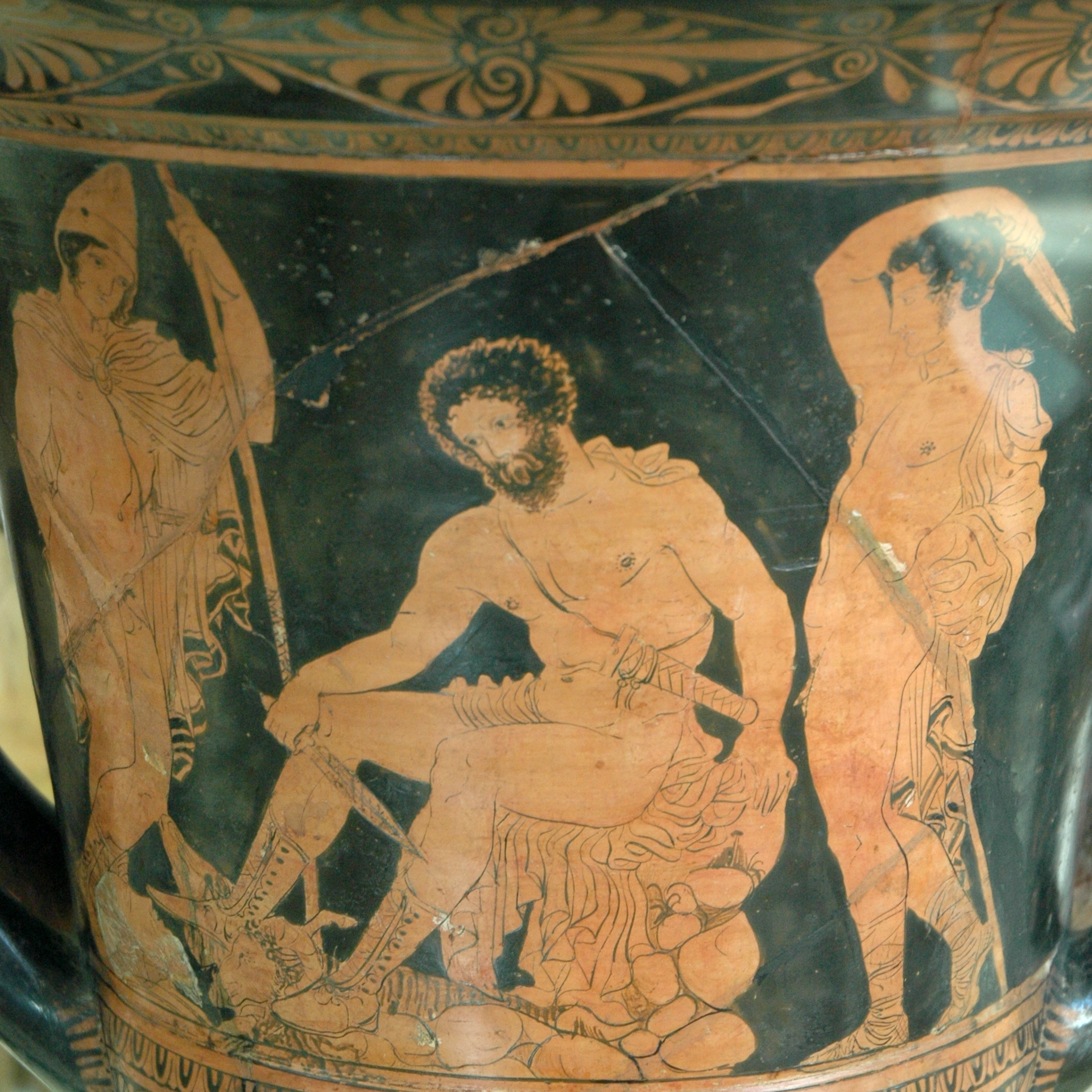
Odysseus in de onderwereld

Kirke had Odysseus aangeraden naar de onderwereld te gaan en daar de schim van de blinde ziener Teiresias op te zoeken. Met hulp van Kirke bereikt Odysseus de onderwereld en gaat er alleen naar binnen. Hij moet in de onderwereld een kuil graven en daar drie offers brengen: een mengsel van melk en honing, zoete wijn en water. Hierover heen moet hij meel strooien, een aantal geloften afleggen en een zwarte ram en een zwart schaap offeren. Odysseus had van Kirke gehoord dat Teiresias de eerste is die van het bloed mag drinken, maar natuurlijk komen alle schimmen op het bloed af, die Odysseus met zijn zwaard op afstand probeert te houden. Hij ziet zijn moeder tussen de schimmen, die nog leefde toen hij van Ithaka wegging, maar ook haar mag hij niet van het bloed laten drinken, voordat Teiresias genoeg heeft. Teiresias richt zich eindelijk tot Odysseus en hij voorspelt hem dat hij en zijn mannen veilig op Ithaka zullen aankomen, als hij de koeien van Helios, de ex-zonnegod, die op het eiland Thrinakia grazen, met rust laat. Thuis aangekomen zal hij de vrijers die met Penelope willen trouwen moeten doden, maar daarna zal hij een rustige oude dag hebben. De ziener vertelt Odysseus ook dat Poseidon de oorzaak is van zijn tegenslag. Na deze voorspelling kon Odysseus eindelijk zijn moeder van het bloed laten drinken. Zijn moeder heeft zelfmoord gepleegd, omdat ze het niet meer aankon zonder hem te leven. Odysseus ontmoet ook Agamemnon, een van de andere leiders van het beleg van Troje, die vertelt op welke afschuwelijke manier hij is overleden. Odysseus blijft na de ontmoetingen met zijn moeder en Agamemnon geen moment langer in het dodenrijk.
Hij en zijn bemanning varen naar het eiland van Kirke terug en vertrekken daar na een nacht goed te hebben geslapen. Odysseus is in totaal vijf dagen op het eiland gebleven, maar wat hij en zijn mannen niet weten, is dat iedere dag in het paleis een jaar in de echte wereld is. Als hij weer wil vertrekken vanaf het strand van Aiaia, ziet hij dat zijn schip onder het zand ligt. Ze moeten het eerst uitgraven.

### Sirenen

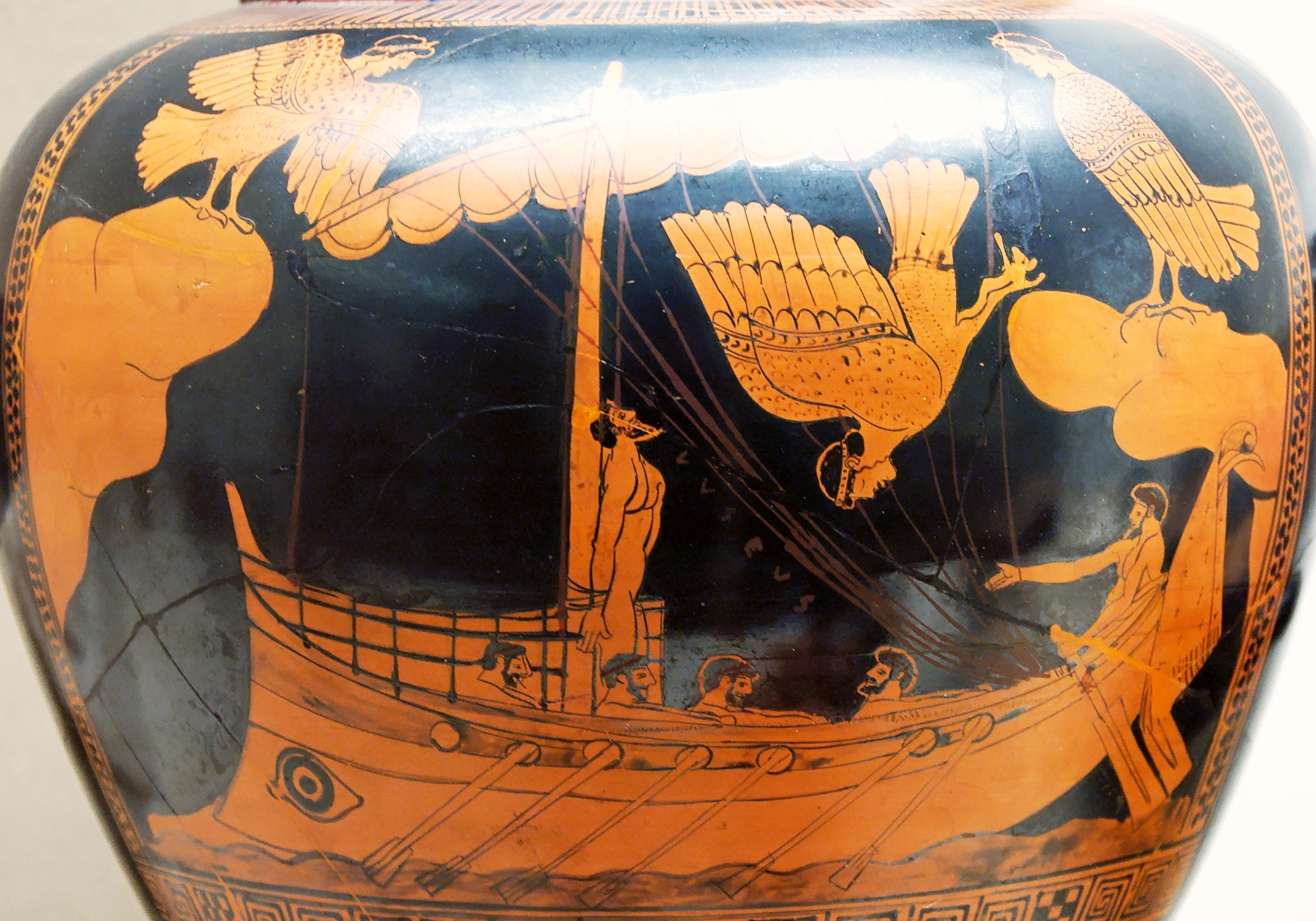
Odysseus luistert vastgebonden naar de Sirenen, detail op een Attische roodfigurige stamnos, omstreeks 480-470 v.Chr., afkomstig uit Vulci

Sirenen zijn halfgodinnen, half gier en half mens. Ze zongen hun grootste wensen en de zeelieden kwamen in verleiding om naar hen toe te varen, waardoor de schepen tegen de rotsen lopen en vergaan, zodat het met de bemanning slecht afloopt.
Odysseus had van Kirke de goede raad gekregen om zijn oren en die van zijn mannen dicht te stoppen, zodat zij niet in de verleiding kwamen naar de sirenen toe te gaan en hun eigen graf te graven. Hij stopte de oren van zijn mannen met bijenwas dicht, maar liet zichzelf aan de mast vastbinden, zodat hij wel de gezangen van de sirenen hoorde maar niet naar ze toe kon varen. Hij geeft zijn mannen bovendien de opdracht dat als hij schreeuwde ze hem niet mochten losmaken, maar dat ze hem dan nog steviger moesten vastmaken. Zo kwamen ze ongeschonden langs het eiland van de sirenen.

### Skylla en Charybdis

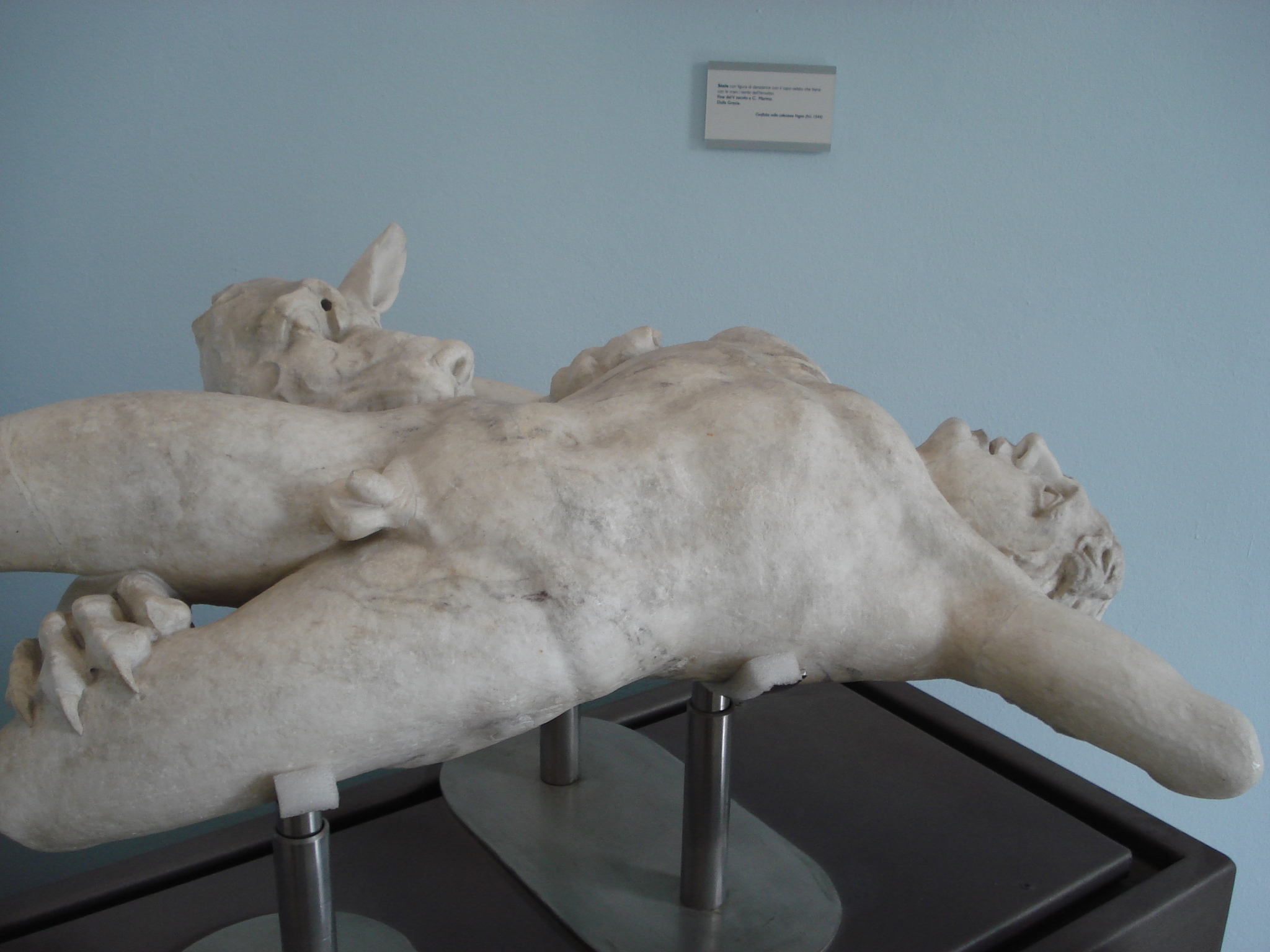
Een metgezel van Odysseus wordt door Skylla gegrepen.
Romeinse kopie van tweede-eeuws Grieks origineel, afkomstig uit de Villa Hadriana
Museo archeologico regionale di Palermo

Odysseus kwam, nadat hij heelhuids de sirenen was gepasseerd, met zijn schip door een smalle zeestraat, vermoedelijk de Straat van Messina. Ze kwamen een grot binnen en kregen daar de keuze: ofwel moesten ze langs Charybdis, die een aantal keren per dag water opslokt en weer uitspuwt, waarbij ze de kans liepen het hele schip te verliezen, ofwel langs Skylla, een zeskoppig monster die zes van zijn manschappen zou doden of wegnemen. Odysseus koos voor het laatste, hij verloor liever zes van zijn manschappen dan alles.

### Helios
Odysseus komt aan op Thrinakia, het huidige Sicilië, het eiland waar de zonnegod Helios zijn runderen laat grazen. Odysseus had dit eiland liever gemeden, gezien de waarschuwingen van Teiresias en Kirke. Maar ze kunnen niet meer terug, en de mannen krijgen Odysseus zover minstens een dag op het eiland te blijven. Er breekt een periode van ongunstig weer aan, en Odysseus is verplicht langer op het eiland te blijven. Hij heeft zijn mannen doen zweren dat ze van de runderen afblijven, maar na een tijd raakt het voedsel op, en de mannen halen liever de woede van de goden op hun hals dan om te komen van de honger. Ze slachten een aantal runderen en braden ze boven een vuur. Odysseus wordt wakker, en komt scheldend en tierend naar de mannen toe. Helios dwingt Zeus de mannen te straffen, en Zeus belooft hem dat ze hun straf niet zullen ontlopen.
Als de wind is gaan liggen, kunnen Odysseus en zijn mannen weer vertrekken. Nog voor het eiland van Helios uit het zicht verdwenen is, breekt er een geweldig noodweer uit en raken de bliksemschichten van Zeus het schip van Odysseus, waardoor het zinkt. Alle mannen verdrinken, alleen Odysseus blijft in leven. Hij zal zijn tocht terug naar huis nu alleen moeten voortzetten.

### Kalypso
Odysseus heeft zich nog net aan een stuk wrakhout kunnen vastgrijpen en drijft verder. Hij komt nog een keer bij Charybdis, die de zee leegzuigt, waardoor Odysseus zijn vlotje kwijtraakt. Hijzelf heeft zich nog net vast kunnen grijpen aan een tak op een eiland, en hangt aan die tak totdat Charybdis de zee weer uitspuugt. Hij springt op het vlot en gaat weer verder, zonder dat Skylla hem opmerkt.
Odysseus drijft aan op het mysterieuze eiland Ogygia, waar de nimf Kalypso met nog een aantal andere vrouwen woont. Deze vrouwen giechelen als ze Odysseus zien, omdat zij nog nooit een man hebben gezien. Odysseus wordt op het eiland goed verzorgd, en Kalypso laat hem blijken wel van hem gecharmeerd te zijn. Kalypso zegt dat hij Penelope moet vergeten, en dat ze hem onsterfelijk en eeuwig jong kan maken, maar ze kan Odysseus er niet toe brengen af te zien van terugkeer naar huis en naar Penelope. Wel ontneemt ze hem alle gevoel van tijd en zo denkt hij dat hij slechts zeven dagen op het eiland zit, terwijl hij er in werkelijkheid zeven jaar zat.
Athena vindt het verblijf van Odysseus op Ogygia na zeven jaar wel genoeg geweest en haalt Zeus over Hermes naar Kalypso te sturen, die haar beveelt Odysseus te laten gaan. Zij is onwillig en zegt dat de goden het gewoon niet kunnen hebben dat ze een sterveling bemint, bovendien zegt ze dat Zeus er zelf voor heeft gezorgd dat Odysseus hier aanspoelde. Uiteindelijk laat Kalypso Odysseus gaan en beveelt hem een boot te bouwen, waarmee hij naar huis kan varen.

### De Faiaken

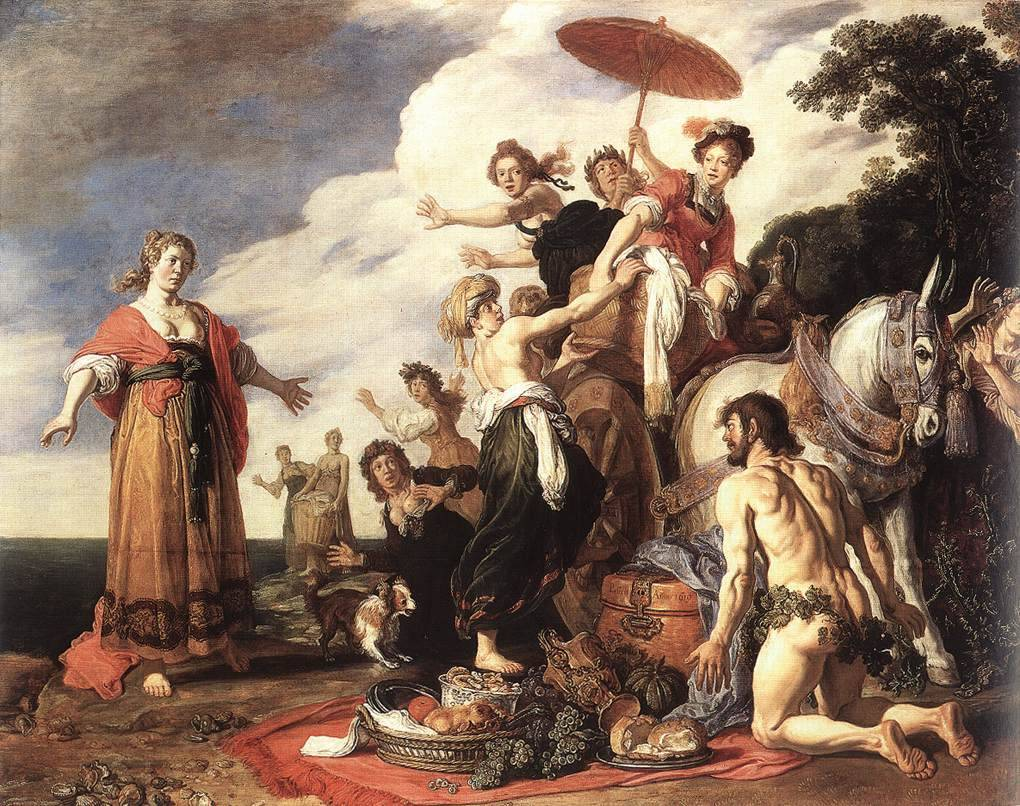
Odysseus en Nausikaä

Als Odysseus het eiland van de Faiaken in zicht heeft, veroorzaakt Poseidon een storm, waardoor Odysseus weer schipbreuk lijdt. Hij denkt dat hij nu dood gaat, maar net op dat moment duikt de nimf Ino (ook wel Leukothea genaamd) op, die hem zegt dat hij veilig het eiland bereikt, als hij doet wat zij zegt. Ze draagt hem op om haar hoofddoek, die de angst voor onheil en dood wegneemt, om zijn borst te binden en naakt het water in te springen. Odysseus vertrouwt haar niet helemaal, maar hij heeft geen keus. Hij springt, op de hoofddoek na, naakt het water in en zwemt naar de kust. Het duurt ondanks de hulp van Pallas Athena nog twee dagen voordat Odysseus aanspoelt op de kust. Daar doet hij de hoofddoek af, en gooit deze, zoals Ino hem had opgedragen, met afgewend gezicht terug in de zee. Dan gaat hij geheel naakt in de bosjes uitrusten.
Athena verschijnt, vermomd als een goede vriendin, in een droom aan de Faiaakse prinses Nausikaä. Ze zegt tegen Nausikaä dat ze naar het strand moet gaan om de was te doen; ook wijst ze erop dat Nausikaä wellicht binnenkort zal gaan trouwen. De volgende dag gaat Nausikaä met haar dienaressen de was doen aan het strand. Odysseus wordt wakker van de geluiden van Nausikaä en haar dienaressen en stapt, bedekt met wat bladeren en een takje in zijn hand, uit de struiken. Alle dienaressen gaan ervandoor, alleen Nausikaä blijft staan. Zij vreest niet voor de naakte onbekende man. Odysseus vraagt aan haar of zij een doek voor hem heeft die hij kan omslaan en of zij de weg naar de stad weet. Nausikaä geeft haar dienaressen de opdracht Odysseus te wassen, maar Odysseus doet het liever zelf. Als hij gewassen is, legt Nausikaä hem uit hoe hij naar de stad moet komen en hoe hij moet handelen om gastvrij ontvangen te worden.
Hij handelt zoals hem gezegd is en gaat naar het paleis. Hij wordt door de godin Athena onzichtbaar gemaakt en loopt recht op koningin Arete af. Als hij zich laat vallen en haar knieën omhelst, verdwijnt zijn onzichtbaarheid, waardoor de koningin schrikt. Odysseus smeekt Arete hem naar huis te laten gaan, en de Faiaken geven hem het beste eten en de beste spullen, omdat ze denken dat Odysseus een god is. Odysseus zegt hun echter dat hij een gewoon mens, en geen god is. Koning Alkinoös belooft hem een schip om naar huis te varen.
Er wordt een feestmaal voor Odysseus gehouden, en Odysseus vraagt aan een zanger of hij over de Trojaanse Oorlog kan zingen. Dit lied ontroert Odysseus zeer, en hij begint te huilen. Alkinoös vraagt hem zijn naam bekend te maken, omdat hij nu wel erg nieuwsgierig geworden is. Odysseus antwoordt nu dat hij Odysseus is, de man die het Paard van Troje bedacht. Alkinoös vraagt hem of hij over zijn avonturen op weg naar huis kan vertellen, en Odysseus vertelt door tot diep in de nacht.
De Faiaken brengen Odysseus uiteindelijk met hun schip het laatste stuk naar Ithaka, maar worden hier volgens sommige lezingen door Poseidon zwaar voor gestraft: hun schip dan wel hun hele eiland zonk in zee.

### Terugkeer op Ithaka

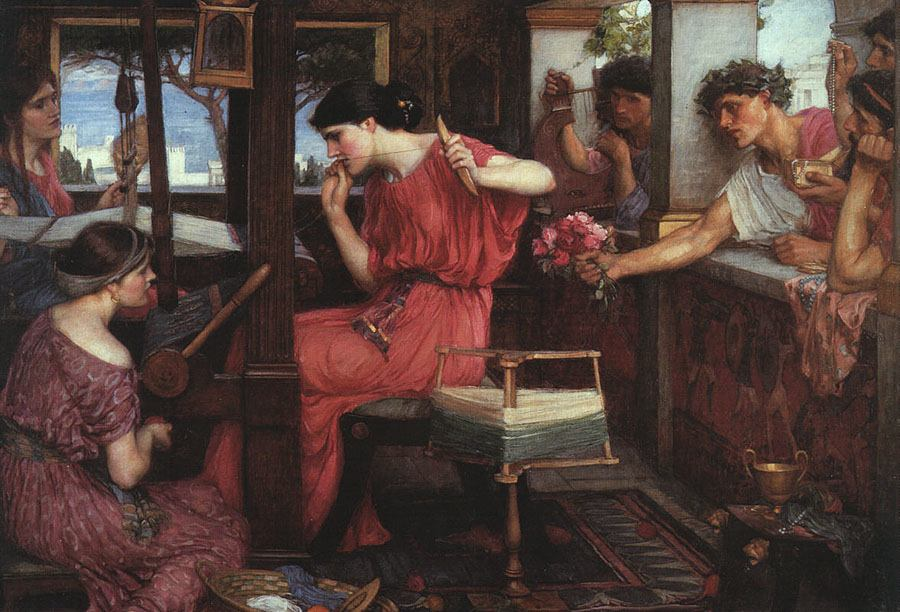
Penelope spint de lijkwade.

In de twintig jaren dat Odysseus van huis is, krijgt Penelope er steeds meer vrijers in zijn huis bij die met haar willen trouwen. Penelope houdt echter nog altijd van Odysseus en wil niet hertrouwen. Ze verzekeren haar dat Odysseus gestorven is en ze zeggen haar dat ze op deze manier niet verder kan leven. Penelope zegt hun te zullen trouwen met iemand, zodra ze een lijkwade voor Laërtes, de oude vader van Odysseus, heeft geweven. Ze begint aan deze lijkwade te werken, maar komt al snel tot de conclusie dat ze hier binnen korte tijd mee klaar zal zijn. Daarom weeft ze overdag, maar haalt ze de lijkwade 's nachts weer uit.
Odysseus wordt wakker op een voor hem vreemd eiland, dat in mist is gehuld. Hij ontmoet Athena, die hem zegt dat hij echt op Ithaka is en om dat te bewijzen haalt ze de mist weg. Odysseus herkent het eiland nu en Athena zegt hem dat hij niet meteen naar Penelope kan gaan, in verband met de vrijers. Ze zegt dat als hij nu naar Penelope zou gaan, hij net als Agamemnon zou sterven. Om hem daartegen te beschermen, verandert Athena hem in een bedelaar en stuurt ze hem naar Eumaios, de zwijnenhoeder. Athena zegt hem bovendien dat ze naar Sparta zal vertrekken, om zijn zoon Telemachos terug naar huis te sturen. Hij is namelijk op pad gegaan om inlichtingen over zijn vader in te winnen.
Eumaios komt er na verloop van tijd achter dat de bedelaar eigenlijk zijn meester is en waarschuwt hem niet naar zijn paleis terug te keren, in ieder geval niet voordat Telemachos teruggekeerd is. Als Telemachos terug is op Ithaka, geeft Athena Odysseus zijn echte gedaante terug. In eerste instantie herkent Telemachos zijn vader niet, maar Odysseus overtuigt hem van het feit dat het wel degelijk zo is. Odysseus vraagt zijn zoon hem te helpen met het verslaan van de vrijers, waarop Telemachos natuurlijk toezegt.

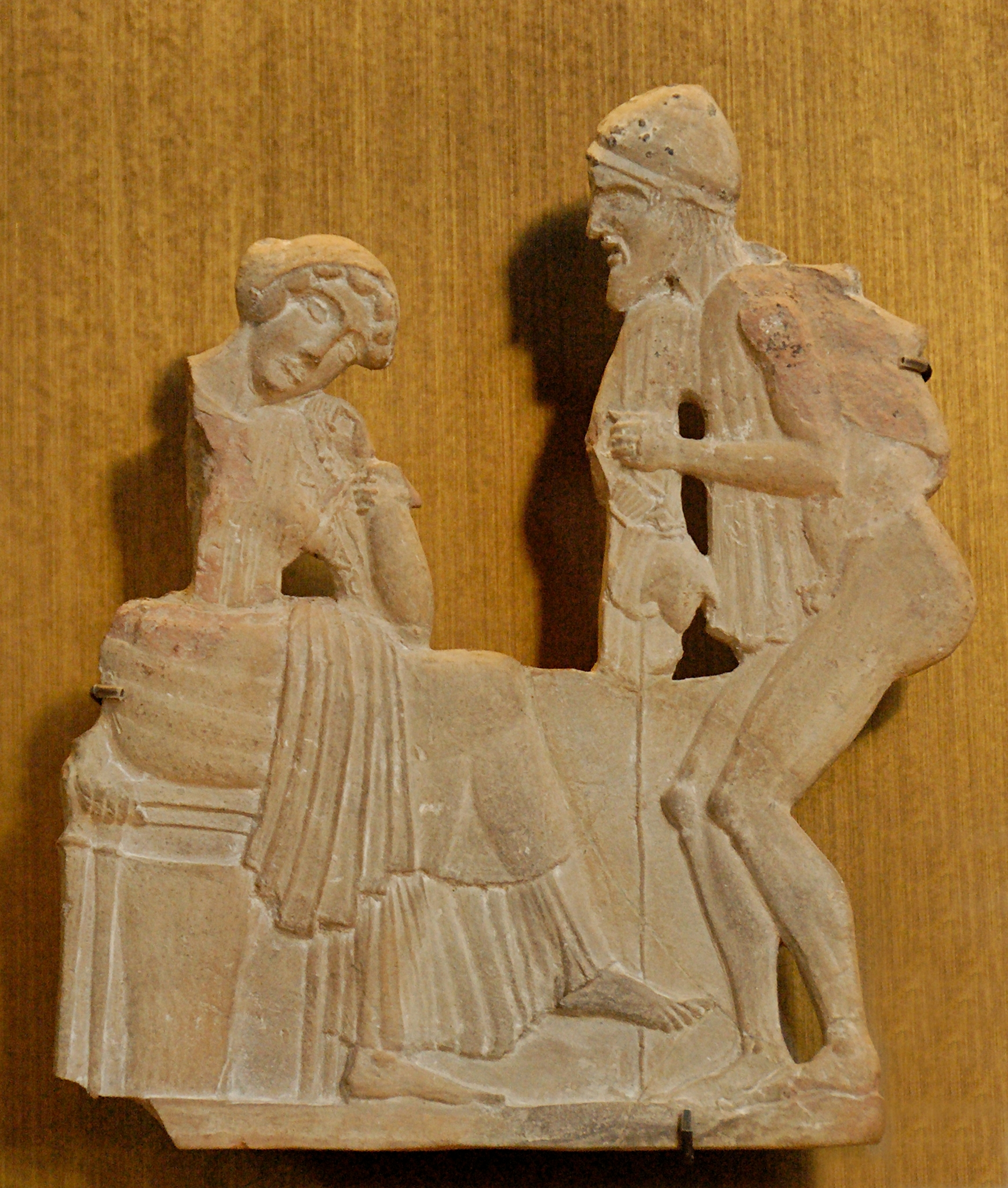
Odysseus tracht verkleed als bedelaar te worden herkend door Penelope.
terracottareliëf, ca. 450 v.Chr., afkomstig uit Melos, Louvre

Odysseus wordt weer omgetoverd tot bedelaar door Athena en gaat naar zijn paleis. De vrijers zijn ondertussen erg onrustig geworden en willen dat Penelope nu een keuze maakt. Ze verzint een list, waardoor ze met niemand hoeft te trouwen. Aan de muur hangt nog de boog van Odysseus, die alleen hij kan spannen. Ze organiseert een wedstrijd en degene die de boog kan spannen en er in één keer een pijl mee door de op de bovenkant bevestigde ogen van twaalf bijlen kan schieten, wordt de nieuwe echtgenoot. Alle vrijers proberen de boog te spannen, maar geen van hen lukt dit. Odysseus is ondertussen naar het paleis gelopen. Odysseus vraagt, nog steeds betoverd, of hij het eens mag proberen. De vrijers roepen dat een bedelaar al helemaal geen boog kan spannen, maar Penelope zegt dat de bedelaar het ook mag proberen. Odysseus spant de boog en schiet ermee door alle 12 de ogen, dus zijn alle vrijers met stomheid geslagen. Odysseus wordt weer omgetoverd in zijn normale gedaante, waardoor de vrijers hem herkennen en bang worden. Zij proberen Odysseus te vermoorden, waarna hij er één van hun doodt. De vrijers zijn verontwaardigd en vinden dat ze niks fout hebben gedaan. Dat hebben ze echter wel, ze hebben jaren van Odysseus' geld geleefd en zijn vrouw beledigd. Hierna schiet Odysseus er nog meer dood en begint er een heuse strijd. Hij krijgt hulp van Telemachos en samen doden ze ze allemaal. Na dit gruwelijke gevecht geeft Odysseus zijn oude voedster, Eurykleia, de opdracht om alle ontrouwe dienaressen te halen. Dit doet zij maar al te graag. De angstige meisjes worden gedwongen de lijken van de vrijers naar buiten te slepen en de grote zaal schoon te poetsen. Telemachos spant een stevig touw tussen het dak en de hofmuur, waaraan hij de ontrouwe dienaressen een voor een ophangt.
Odysseus gaat na de schoonmaak op zoek naar Penelope en wordt met haar herenigd. Ze beloven voor altijd bij elkaar te blijven.

## Navolging van de figuur Odysseus

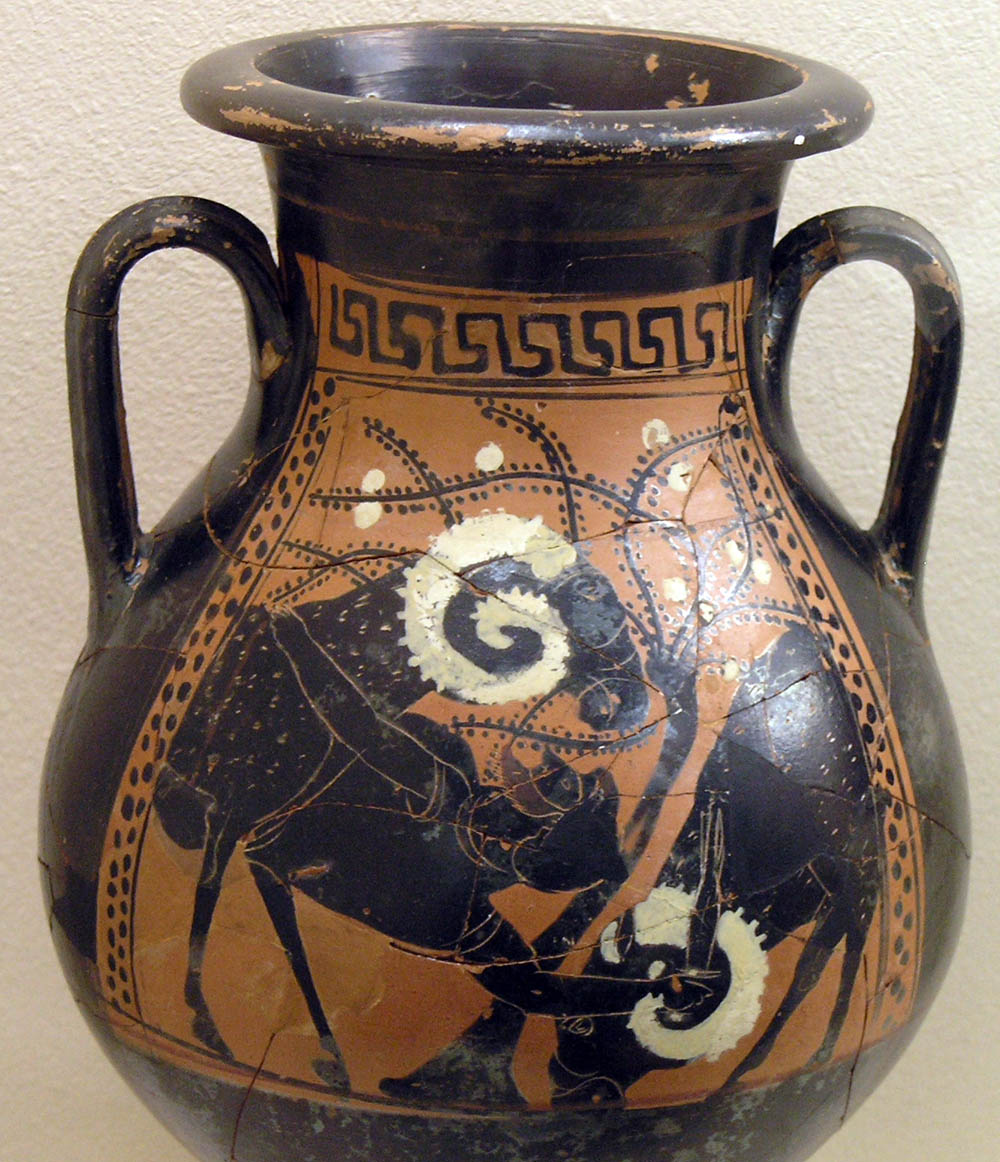
Odysseus op een vaas uit 500 v.Chr.

Niet alleen de Romeinen gebruikten de figuur Odysseus, met "hun" Ulixes, om verhalen op te inspireren of hem er een hoofdrol in te laten spelen. Ook nu nog komt hij regelmatig voor in boeken en verhalen.
In de Inferno van Dante brandt Odysseus in de hel tussen de kwade raadgevers, evenals Diomedes. Hij vertelt Dante en Vergilius dat hij na al zijn omzwervingen nog een laatste reis heeft gemaakt, naar de louteringsberg op de andere kant van de aarde, waar God zijn schip liet zinken. Odysseus speelt ook een rol inTroïlus en Cressida van Shakespeares en Ulysses van James Joyce is naar hem genoemd. Hij komt verder bijvoorbeeld voor in het kinderboek De vloek van Polyfemos, geschreven door Evert Hartman.

## Odysseus in de kunst

### Beeldende kunst
Odysseus komt geregeld terug in de oude en hedendaagse kunst. De Grieken schilderden hem al veelvuldig op vazen en borden, maar ook schilders uit de 15e en 16e schilderden hem op doeken.

### Muziek
Claudio Monteverdi schreef in 1641 de opera Il Ritorno d'Ulisse in Patria, over de terugkeer van Odysseus naar Ithaka.
In de 20e eeuw volgden zeker drie "toonzettingen", een van John Harbison (Odysseus) en een van Nicolas Maw (Odysseus). Alan Hovhaness wijdde zijn 25e symfonie aan de liefde tussen Odysseus en Penelope.
In 2019 maakte Jorge Rivera-Herrans Epic: The Musical. De musical is volledig vocaal, en gebaseerd op de Homerus' Odyssee. Hij documenteerde het proces op TikTok, wat hiena viraal ging. Het is opgedeeld in 9 verschillende albums, waarbij elk album een stuk van het verhaal vertelt. Sommige aspecten uit het originele verhaal werden aangepast om een dramatischer effect te creëren voor de luisteraars.

### Film
Het verhaal van Odysseus en zijn avonturen is vaak verfilmd, waaronder in de miniserie The Odyssey. Een zeer vrije interpretatie is de film O Brother, Where Art Thou? uit 2000.
In 2025 had Odysseus een rol in de tweede aflevering van de Marvel Studios Disney+-animatieserie Eyes of Wakanda. Hij werd ingesproken door Kiff Vandenheuvel.

## Odysseaanse constructie
In regeringskringen wordt soms het begrip "Odysseaanse constructie" gebruikt, met een verwijzing naar Odysseus' ontmoeting met de Sirenen. De jaren 2002–2004 werden gekenmerkt door een relatief geringe groei of zelfs daling van belastingontvangsten én stijgende marginale belastingtarieven. Toen in het jaar 2005 de belastinginkomsten (in het bijzonder op inkomen en vermogen) plotseling explosief stegen, verminderde het financieringstekort van de overheid. Voor de kiezer en de gekozen volksvertegenwoordiger is dat het signaal dat de overheidsfinanciën op orde zijn en dat er zodoende een overschot is, waarvan het gebruik vrij is gekomen. De roep van de kiezer wordt vergeleken met de lokroep van de Sirenen die met hun schone gezang menig schipper wisten te verleiden en op de klippen lieten varen. De oplossing was voor Odysseus even simpel als effectief: hij liet zich door zijn bemanningsleden aan de mast binden om de verleiding geforceerd te kunnen weerstaan.

## Stamboom
|          |          |          |          |          |          |        |        | Uranus | Uranus | Uranus | Uranus | Uranus | Uranus |  |  | Gaea    | Gaea    | Gaea    | Gaea    | Gaea    | Gaea    |         |         | Arcesius | Arcesius | Arcesius | Arcesius | Arcesius | Arcesius |         |         | Chalcomedusa | Chalcomedusa | Chalcomedusa | Chalcomedusa | Chalcomedusa | Chalcomedusa |          |          | Hermes     | Hermes     | Hermes     | Hermes     | Hermes     | Hermes     |           |           | Chione    | Chione    | Chione   | Chione   | Chione   | Chione   |         |         | Perseus | Perseus | Perseus | Perseus | Perseus    | Perseus    |            |            | Andromeda  | Andromeda  | Andromeda | Andromeda | Andromeda | Andromeda |
|          |          |          |          |          |          |        |        | Uranus | Uranus | Uranus | Uranus | Uranus | Uranus |  |  | Gaea    | Gaea    | Gaea    | Gaea    | Gaea    | Gaea    |         |         | Arcesius | Arcesius | Arcesius | Arcesius | Arcesius | Arcesius |         |         | Chalcomedusa | Chalcomedusa | Chalcomedusa | Chalcomedusa | Chalcomedusa | Chalcomedusa |          |          | Hermes     | Hermes     | Hermes     | Hermes     | Hermes     | Hermes     |           |           | Chione    | Chione    | Chione   | Chione   | Chione   | Chione   |         |         | Perseus | Perseus | Perseus | Perseus | Perseus    | Perseus    |            |            | Andromeda  | Andromeda  | Andromeda | Andromeda | Andromeda | Andromeda |
|          |          |          |          |          |          |        |        |        |        |        |        |        |        |  |  |         |         |         |         |         |         |         |         |          |          |          |          |          |          |         |         |              |              |              |              |              |              |          |          |            |            |            |            |            |            |           |           |           |           |          |          |          |          |         |         |         |         |         |         |            |            |            |            |            |            |           |           |           |           |
|          |          |          |          |          |          |        |        |        |        |        |        |        |        |  |  |         |         |         |         |         |         |         |         |          |          |          |          |          |          |         |         |              |              |              |              |              |              |          |          |            |            |            |            |            |            |           |           |           |           |          |          |          |          |         |         |         |         |         |         |            |            |            |            |            |            |           |           |           |           |
| Hyperion | Hyperion | Hyperion | Hyperion | Hyperion | Hyperion |        |        | Theia  | Theia  | Theia  | Theia  | Theia  | Theia  |  |  | Oceanus | Oceanus | Oceanus | Oceanus | Oceanus | Oceanus |         |         | Tethys   | Tethys   | Tethys   | Tethys   | Tethys   | Tethys   |         |         |              |              |              |              | Amphitea     | Amphitea     | Amphitea | Amphitea | Amphitea   | Amphitea   |            |            | Autolycus  | Autolycus  | Autolycus | Autolycus | Autolycus | Autolycus |          |          | Oebalus  | Oebalus  | Oebalus | Oebalus | Oebalus | Oebalus |         |         | Gorgophone | Gorgophone | Gorgophone | Gorgophone | Gorgophone | Gorgophone |           |           |           |           |
| Hyperion | Hyperion | Hyperion | Hyperion | Hyperion | Hyperion |        |        | Theia  | Theia  | Theia  | Theia  | Theia  | Theia  |  |  | Oceanus | Oceanus | Oceanus | Oceanus | Oceanus | Oceanus |         |         | Tethys   | Tethys   | Tethys   | Tethys   | Tethys   | Tethys   |         |         |              |              |              |              | Amphitea     | Amphitea     | Amphitea | Amphitea | Amphitea   | Amphitea   |            |            | Autolycus  | Autolycus  | Autolycus | Autolycus | Autolycus | Autolycus |          |          | Oebalus  | Oebalus  | Oebalus | Oebalus | Oebalus | Oebalus |         |         | Gorgophone | Gorgophone | Gorgophone | Gorgophone | Gorgophone | Gorgophone |           |           |           |           |
|          |          |          |          |          |          |        |        |        |        |        |        |        |        |  |  |         |         |         |         |         |         |         |         |          |          |          |          |          |          |         |         |              |              |              |              |              |              |          |          |            |            |            |            |            |            |           |           |           |           |          |          |          |          |         |         |         |         |         |         |            |            |            |            |            |            |           |           |           |           |
|          |          |          |          | Helios   | Helios   | Helios | Helios | Helios | Helios |        |        |        |        |  |  |         |         |         |         | Perseïs | Perseïs | Perseïs | Perseïs | Perseïs  | Perseïs  |          |          | Laërtes  | Laërtes  | Laërtes | Laërtes | Laërtes      | Laërtes      |              |              |              |              |          |          | Antikleia  | Antikleia  | Antikleia  | Antikleia  | Antikleia  | Antikleia  |           |           |           |           |          |          |          |          |         |         | Icarius | Icarius | Icarius | Icarius | Icarius    | Icarius    |            |            | Periboia   | Periboia   | Periboia  | Periboia  | Periboia  | Periboia  |
|          |          |          |          | Helios   | Helios   | Helios | Helios | Helios | Helios |        |        |        |        |  |  |         |         |         |         | Perseïs | Perseïs | Perseïs | Perseïs | Perseïs  | Perseïs  |          |          | Laërtes  | Laërtes  | Laërtes | Laërtes | Laërtes      | Laërtes      |              |              |              |              |          |          | Antikleia  | Antikleia  | Antikleia  | Antikleia  | Antikleia  | Antikleia  |           |           |           |           |          |          |          |          |         |         | Icarius | Icarius | Icarius | Icarius | Icarius    | Icarius    |            |            | Periboia   | Periboia   | Periboia  | Periboia  | Periboia  | Periboia  |
|          |          |          |          |          |          |        |        |        |        |        |        |        |        |  |  |         |         |         |         |         |         |         |         |          |          |          |          |          |          |         |         |              |              |              |              |              |              |          |          |            |            |            |            |            |            |           |           |           |           |          |          |          |          |         |         |         |         |         |         |            |            |            |            |            |            |           |           |           |           |
|          |          |          |          |          |          |        |        |        |        |        |        |        |        |  |  |         |         |         |         |         |         |         |         |          |          |          |          |          |          |         |         |              |              |              |              |              |              |          |          |            |            |            |            |            |            |           |           |           |           |          |          |          |          |         |         |         |         |         |         |            |            |            |            |            |            |           |           |           |           |
|          |          |          |          |          |          |        |        |        |        |        |        |        |        |  |  |         |         |         |         |         |         |         |         |          |          |          |          |          |          |         |         |              |              |              |              |              |              |          |          | Ctimene    |            |            |            |            |            |           |           |           |           |          |          |          |          |         |         |         |         |         |         |            |            |            |            |            |            |           |           |           |           |
|          |          |          |          |          |          |        |        |        |        |        |        |        |        |  |  |         |         |         |         |         |         |         |         |          |          |          |          |          |          |         |         |              |              |              |              |              |              |          |          |            |            |            |            |            |            |           |           |           |           |          |          |          |          |         |         |         |         |         |         |            |            |            |            |            |            |           |           |           |           |
|          |          |          |          |          |          |        |        |        |        |        |        |        |        |  |  | Circe   | Circe   | Circe   | Circe   | Circe   | Circe   |         |         |          |          |          |          |          |          |         |         | Odysseus     | Odysseus     | Odysseus     | Odysseus     | Odysseus     | Odysseus     |          |          |            |            |            |            |            |            |           |           | Penelope  | Penelope  | Penelope | Penelope | Penelope | Penelope |         |         |         |         |         |         | Perileos   | Perileos   | Perileos   | Perileos   | Perileos   | Perileos   |           |           |           |           |
|          |          |          |          |          |          |        |        |        |        |        |        |        |        |  |  | Circe   | Circe   | Circe   | Circe   | Circe   | Circe   |         |         |          |          |          |          |          |          |         |         | Odysseus     | Odysseus     | Odysseus     | Odysseus     | Odysseus     | Odysseus     |          |          |            |            |            |            |            |            |           |           | Penelope  | Penelope  | Penelope | Penelope | Penelope | Penelope |         |         |         |         |         |         | Perileos   | Perileos   | Perileos   | Perileos   | Perileos   | Perileos   |           |           |           |           |
|          |          |          |          |          |          |        |        |        |        |        |        |        |        |  |  |         |         |         |         |         |         |         |         |          |          |          |          |          |          |         |         |              |              |              |              |              |              |          |          |            |            |            |            |            |            |           |           |           |           |          |          |          |          |         |         |         |         |         |         |            |            |            |            |            |            |           |           |           |           |
|          |          |          |          |          |          |        |        |        |        |        |        |        |        |  |  |         |         |         |         |         |         |         |         |          |          |          |          |          |          |         |         |              |              |              |              |              |              |          |          |            |            |            |            |            |            |           |           |           |           |          |          |          |          |         |         |         |         |         |         |            |            |            |            |            |            |           |           |           |           |
|          |          |          |          |          |          |        |        |        |        |        |        |        |        |  |  | Agrios  | Agrios  | Agrios  | Agrios  | Agrios  | Agrios  |         |         | Latinus  | Latinus  | Latinus  | Latinus  | Latinus  | Latinus  |         |         | Telegonus    | Telegonus    | Telegonus    | Telegonus    | Telegonus    | Telegonus    |          |          | Telemachus | Telemachus | Telemachus | Telemachus | Telemachus | Telemachus |           |           |           |           |          |          |          |          |         |         |         |         |         |         |            |            |            |            |            |            |           |           |           |           |

## Voetnoten
1. ↑  Homeros. Odyssee, 2006. eerste druk 1956, vertaling door MA Schwartz
2. ↑  (en) EPIC: The Musical. EpicTheMusical Wiki. Geraadpleegd op 2 november 2024.

- Bibsys: 1483107588205
- Catàleg d'autoritats de noms i títols de Catalunya: 981058620238306706
- Gemeinsame Normdatei: 118589385
- Library of Congress Control Number: no2014054320
- Nationale Bibliotheek van Tsjechië: jo2016908746
- Nationale bibliotheek van Australië: 66783807
- Nationale Bibliotheek van Israël: 987007507312405171
- LIBRIS: 174303
- Système universitaire de documentation: 027305287
- Virtual International Authority File: 62341158
- WorldCat: E39PCjy8Qy8Q7TRx9y8WXjvrbd